# Major League Soccer 2021
Navigation
Édition précédente Édition suivante
La Major League Soccer 2021 est la 26e saison de la Major League Soccer, le championnat professionnel de soccer d'Amérique du Nord. Elle est composée de vingt-sept équipes (vingt-quatre des États-Unis et trois du Canada). À partir de cette saison, la formation d’Austin FC se rajoute à la MLS.
Trois des quatre places qualificatives des États-Unis pour la Ligue des champions de la CONCACAF 2022 y sont attribuées. La première est décernée au vainqueur de la Coupe de la Major League Soccer, la deuxième place revient au vainqueur du Supporters' Shield, la troisième à l'autre équipe terminant première de sa conférence en saison régulière tandis que la dernière est attribuée au vainqueur de la Lamar Hunt U.S. Open Cup.

## Les vingt-sept franchises participantes

### Carte
| Rapids FC Dallas Sporting Dynamo Los Angeles FC Galaxy Real Salt Lake Earthquakes Sounders Minnesota Timbers Whitecaps Austin FC Nashville SC Fire Crew D.C. United Montréal Revolution Orlando City Union Red Bulls New York · City FC Toronto FC Atlanta FC Cincinnati Inter Miami |

| - Association de l'Ouest - Austin FC (N) - Rapids du Colorado - FC Dallas - Dynamo de Houston - Sporting Kansas City - Galaxy de Los Angeles - Los Angeles FC - Minnesota United - Timbers de Portland - Real Salt Lake - Earthquakes de San José - Sounders de Seattle - Whitecaps de Vancouver | - Association de l'Est - Atlanta United - Fire de Chicago - FC Cincinnati - Crew de Columbus - D.C. United - Inter Miami - CF Montréal - Nashville SC - New York City FC - Orlando City SC - Red Bulls de New York - Revolution de la Nouvelle-Angleterre - Union de Philadelphie - Toronto FC |

### Participants
| Équipe                               | Entraîneur                    | Stade                      | Capacité |
| ------------------------------------ | ----------------------------- | -------------------------- | -------- |
| Atlanta United                       | Gonzalo Pineda                | Mercedes-Benz Stadium      | 71 000   |
| Austin FC                            | Josh Wolff                    | Q2 Stadium                 | 20 500   |
| Fire de Chicago                      | Frank Klopas (intérim)        | Soldier Field              | 24 955   |
| FC Cincinnati                        | Tyrone Marshall (intérim)     | TQL Stadium                | 26 000   |
| Rapids du Colorado                   | Robin Fraser                  | Dick's Sporting Goods Park | 18 061   |
| Crew de Columbus                     | Caleb Porter                  | Lower.com Field            | 20 011   |
| FC Dallas                            | Marco Ferruzzi (en) (intérim) | Toyota Stadium             | 20 500   |
| D.C. United                          | Hernán Losada                 | Audi Field                 | 20 000   |
| Dynamo de Houston                    | Tab Ramos                     | BBVA Stadium               | 22 039   |
| Galaxy de Los Angeles                | Greg Vanney                   | Dignity Health Sports Park | 27 000   |
| Los Angeles FC                       | Bob Bradley                   | Banc of California Stadium | 22 000   |
| Inter Miami                          | Phil Neville                  | Drive Pink Stadium         | 18 000   |
| Minnesota United                     | Adrian Heath                  | Allianz Field              | 19 400   |
| CF Montréal                          | Wilfried Nancy                | Stade Saputo               | 19 619   |
| Nashville SC                         | Gary Smith                    | Nissan Stadium             | 60 000   |
| New York City FC                     | Ronny Deila                   | Yankee Stadium             | 30 321   |
| Red Bulls de New York                | Gerhard Struber               | Red Bull Arena             | 25 000   |
| Revolution de la Nouvelle-Angleterre | Bruce Arena                   | Gillette Stadium           | 20 000   |
| Orlando City SC                      | Óscar Pareja                  | Exploria Stadium           | 25 500   |
| Union de Philadelphie                | Jim Curtin                    | Subaru Park                | 18 500   |
| Timbers de Portland                  | Giovanni Savarese             | Providence Park            | 25 218   |
| Real Salt Lake                       | Pablo Mastroeni (intérim)     | Rio Tinto Stadium          | 20 213   |
| Earthquakes de San José              | Matías Almeyda                | PayPal Park                | 18 000   |
| Sounders de Seattle                  | Brian Schmetzer               | Lumen Field                | 37 722   |
| Sporting de Kansas City              | Peter Vermes                  | Children's Mercy Park      | 18 467   |
| Toronto FC                           | Javier Pérez (en)             | BMO Field                  | 28 351   |
| Whitecaps de Vancouver               | Vanni Sartini (intérim)       | BC Place                   | 22 120   |

Légende des couleurs
- Huitièmes de finale de la Ligue des champions 2021
- Quarts de finale de la Leagues Cup 2021

### Changements d'entraîneurs
| Club                   | Entraîneur(s) partant(s) | Motif du départ     | Date de départ    | Position   | Entraîneur(s) arrivant(s)     | Date d'arrivée    |
| ---------------------- | ------------------------ | ------------------- | ----------------- | ---------- | ----------------------------- | ----------------- |
| Toronto FC             | Greg Vanney              | Démission           | 1er décembre 2020 | Pré-saison | Chris Armas                   | 13 janvier 2021   |
| D.C. United            | Chad Ashton (en)         | Fin de l'intérim    | 12 décembre 2020  | Pré-saison | Hernán Losada                 | 18 janvier 2021   |
| Galaxy de Los Angeles  | Dominic Kinnear          | Fin de l'intérim    | 12 décembre 2020  | Pré-saison | Greg Vanney                   | 5 janvier 2021    |
| Atlanta United         | Stephen Glass (en)       | Fin de l'intérim    | 16 décembre 2020  | Pré-saison | Gabriel Heinze                | 18 décembre 2020  |
| Inter Miami CF         | Diego Alonso             | Consentement mutuel | 7 janvier 2021    | Pré-saison | Phil Neville                  | 18 janvier 2021   |
| CF Montréal            | Thierry Henry            | Démission           | 25 février 2021   | Pré-saison | Wilfried Nancy                | 8 mars 2021       |
| Toronto FC             | Chris Armas              | Renvoi              | 4 juillet 2021    | 27e        | Javier Pérez (en)             | 4 juillet 2021    |
| Atlanta United         | Gabriel Heinze           | Renvoi              | 18 juillet 2021   | 20e        | Rob Valentino (en) (intérim)  | 18 juillet 2021   |
| Atlanta United         | Rob Valentino (en)       | Fin de l'intérim    | 12 août 2021      | 20e        | Gonzalo Pineda                | 12 août 2021      |
| Real Salt Lake         | Freddy Juarez (en)       | Consentement mutuel | 27 août 2021      | 13e        | Pablo Mastroeni (intérim)     | 27 août 2021      |
| Whitecaps de Vancouver | Marc Dos Santos          | Consentement mutuel | 27 août 2021      | 19e        | Vanni Sartini (intérim)       | 27 août 2021      |
| FC Dallas              | Luchi Gonzalez           | Renvoi              | 19 septembre 2021 | 21e        | Marco Ferruzzi (en) (intérim) | 19 septembre 2021 |
| FC Cincinnati          | Jaap Stam                | Renvoi              | 27 septembre 2021 | 26e        | Tyrone Marshall (intérim)     | 27 septembre 2021 |
| Fire de Chicago        | Raphaël Wicky            | Consentement mutuel | 30 septembre 2021 | 22e        | Frank Klopas (intérim)        | 30 septembre 2021 |

## Format de la compétition
Les rencontres se répartissent comme suit :
- Pour les équipes de la conférence Est :
  - 3 matchs (deux à domicile et un à l'extérieur) contre trois équipes de son association
  - 3 matchs (un à domicile et deux à l'extérieur) contre trois équipes de son association
  - 2 matchs (un à domicile et un à l'extérieur) contre sept équipes de son association
  - 1 match à domicile contre une équipe de l'association opposée
  - 1 match à l'extérieur contre une équipe de l'association opposée

- Pour onze équipes de la conférence Ouest :
  - 3 matchs (deux à domicile et un à l'extérieur) contre quatre équipes de son association
  - 3 matchs (un à domicile et deux à l'extérieur) contre quatre équipes de son association
  - 2 matchs (un à domicile et un à l'extérieur) contre quatre équipes de son association
  - 1 match à domicile contre une équipe de l'association opposée
  - 1 match à l'extérieur contre une équipe de l'association opposée

- Pour les Rapids du Colorado :
  - 3 matchs (deux à domicile et un à l'extérieur) contre quatre équipes de son association
  - 3 matchs (un à domicile et deux à l'extérieur) contre trois équipes de son association
  - 2 matchs (un à domicile et un à l'extérieur) contre cinq équipes de son association
  - 1 match à domicile contre une équipe de l'association opposée
  - 1 match à l'extérieur contre deux équipes de l'association opposée

- Pour le Sporting de Kansas City :
  - 3 matchs (deux à domicile et un à l'extérieur) contre trois équipes de son association
  - 3 matchs (un à domicile et deux à l'extérieur) contre quatre équipes de son association
  - 2 matchs (un à domicile et un à l'extérieur) contre cinq équipes de son association
  - 1 match à domicile contre deux équipes de l'association opposée
  - 1 match à l'extérieur contre une équipe de l'association opposée

La meilleure équipe de chaque association est qualifiée pour les demi-finales d'associations. Les équipes finissant entre la deuxième et la septième place dans chaque association s'affrontent dans un match éliminatoire de quart de finale. L'équipe vainqueure du match entre le quatrième et le cinquième affronte le premier de son association en demi-finale de conférence. Les deux autres équipes s'affrontant dans l'autre demi-finale.
En cas d'égalité, les critères suivants départagent les équipes :
1. Nombre de victoires
2. Différence de buts générale
3. Nombre de buts marqués
4. Classement du fair-play
5. Différence de buts à l'extérieur
6. Nombre de buts marqués à l'extérieur
7. Tirage à la pièce[15]

## Saison régulière

### Classements des conférences Ouest et Est
| Rang | Équipe                  | Pts | J  | G  | N  | P  | Bp | Bc | Diff |
| ---- | ----------------------- | --- | -- | -- | -- | -- | -- | -- | ---- |
| 1    | Rapids du Colorado      | 61  | 34 | 17 | 10 | 7  | 51 | 35 | +16  |
| 2    | Sounders de Seattle     | 60  | 34 | 17 | 9  | 8  | 53 | 33 | +20  |
| 3    | Sporting de Kansas City | 58  | 34 | 17 | 7  | 10 | 58 | 40 | +18  |
| 4    | Timbers de Portland     | 55  | 34 | 17 | 4  | 13 | 56 | 52 | +4   |
| 5    | Minnesota United        | 49  | 34 | 13 | 10 | 11 | 42 | 44 | -2   |
| 6    | Whitecaps de Vancouver  | 49  | 34 | 12 | 13 | 9  | 45 | 45 | 0    |
| 7    | Real Salt Lake          | 48  | 34 | 14 | 6  | 14 | 55 | 54 | +1   |
| 8    | Galaxy de Los Angeles   | 48  | 34 | 13 | 8  | 13 | 50 | 54 | -4   |
| 9    | Los Angeles FC          | 45  | 34 | 12 | 9  | 13 | 53 | 51 | +2   |
| 10   | Earthquakes de San José | 41  | 34 | 10 | 11 | 13 | 46 | 54 | -8   |
| 11   | FC Dallas               | 33  | 34 | 7  | 12 | 15 | 47 | 56 | -9   |
| 12   | Austin FC               | 31  | 34 | 9  | 4  | 21 | 35 | 56 | -21  |
| 13   | Dynamo de Houston       | 30  | 34 | 6  | 12 | 16 | 36 | 54 | -18  |

| Rang | Équipe                               | Pts | J  | G  | N  | P  | Bp | Bc | Diff |
| ---- | ------------------------------------ | --- | -- | -- | -- | -- | -- | -- | ---- |
| 1    | Revolution de la Nouvelle-Angleterre | 73  | 34 | 22 | 7  | 5  | 65 | 41 | +24  |
| 2    | Union de Philadelphie                | 54  | 34 | 14 | 12 | 8  | 48 | 35 | +13  |
| 3    | Nashville SC                         | 54  | 34 | 12 | 18 | 4  | 55 | 33 | +22  |
| 4    | New York City FC                     | 51  | 34 | 14 | 9  | 11 | 56 | 36 | +20  |
| 5    | Atlanta United                       | 51  | 34 | 13 | 12 | 9  | 45 | 37 | +8   |
| 6    | Orlando City SC                      | 51  | 34 | 13 | 12 | 9  | 50 | 48 | +2   |
| 7    | Red Bulls de New York                | 48  | 34 | 13 | 9  | 12 | 39 | 33 | +6   |
| 8    | D.C. United                          | 47  | 34 | 14 | 5  | 15 | 56 | 54 | +2   |
| 9    | Crew de Columbus T                   | 47  | 34 | 13 | 8  | 13 | 46 | 45 | +1   |
| 10   | CF Montréal                          | 46  | 34 | 12 | 10 | 12 | 46 | 44 | +2   |
| 11   | Inter Miami                          | 41  | 34 | 12 | 5  | 17 | 36 | 53 | -17  |
| 12   | Fire de Chicago                      | 34  | 34 | 9  | 7  | 18 | 36 | 54 | -18  |
| 13   | Toronto FC                           | 28  | 34 | 6  | 10 | 18 | 39 | 66 | -27  |
| 14   | FC Cincinnati                        | 20  | 34 | 4  | 8  | 22 | 37 | 74 | -37  |

- Supporters' Shield et qualifications pour les séries éliminatoires et la Ligue des champions de la CONCACAF 2022
- Qualifications pour les séries éliminatoires et la Ligue des champions de la CONCACAF 2022
- Qualification pour le premier tour des séries éliminatoires

T : Tenant du titre

### Résultats

#### Conférence Ouest
| Résultats (▼dom., ►ext.)                                   | AUS | COL | DAL | HOU | LAG | LAFC | MIN | POR | RSL | SJ  | SEA | SKC | VAN | AUS | COL | DAL | HOU | LAG | LAFC | MIN | POR | RSL | SJ  | SEA | SKC | VAN |
| Austin FC                                                  |     | 0-1 | 3-5 | 3-2 | 2-0 | 0-2  | 0-1 | 4-1 | 2-1 | 0-0 | 0-1 | 3-1 | 1-2 |     |     |     | 2-1 |     | 1-2  |     | 3-1 |     | 3-4 |     |     |     |
| Rapids du Colorado                                         | 1-3 |     | 3-0 | 3-1 | 1-1 | 5-2  | 3-2 | 2-0 | 2-1 | 1-1 | 1-1 | 0-0 | 1-1 | 3-0 |     | 2-0 |     |     |      | 2-0 |     |     |     | 1-1 |     |     |
| FC Dallas                                                  | 2-0 | 0-0 |     | 1-1 | 4-0 | 2-3  | 1-1 | 4-1 | 2-2 | 1-1 | 0-1 | 0-2 | 2-2 | 2-1 |     |     |     |     |      | 0-0 |     | 1-2 |     |     | 1-3 |     |
| Dynamo de Houston                                          | 3-0 | 1-3 | 2-2 |     | 0-3 | 1-1  | 1-2 | 2-2 | 0-0 | 2-1 | 2-1 | 1-0 | 2-1 |     | 0-1 | 3-2 |     |     |      |     | 0-2 |     |     |     |     | 0-0 |
| Galaxy de Los Angeles                                      | 2-0 | 1-2 | 3-1 | 1-1 |     | 2-1  | 3-3 | 4-1 | 1-0 | 1-0 | 1-2 | 0-2 | 1-1 |     |     | 2-2 |     |     | 1-1  |     | 2-1 |     | 1-2 |     |     |     |
| Los Angeles FC                                             | 2-0 | 2-1 | 2-0 | 1-1 | 3-3 |      | 2-2 | 1-2 | 2-1 | 3-1 | 1-1 | 1-4 | 2-2 |     |     |     |     |     |      |     |     | 3-2 |     | 3-0 | 4-0 | 1-1 |
| Minnesota United                                           | 0-1 | 1-3 | 1-0 | 2-0 | 0-1 | 1-1  |     | 2-1 | 1-2 | 2-2 | 1-0 | 0-0 | 1-0 | 2-0 |     |     | 2-0 | 3-0 |      |     |     |     |     |     | 2-1 |     |
| Timbers de Portland                                        | 3-0 | 2-2 | 1-0 | 2-1 | 3-0 | 2-1  | 0-1 |     | 3-2 | 1-1 | 1-2 | 2-1 | 2-3 |     |     |     |     |     | 2-1  |     |     | 6-1 | 2-0 | 2-6 |     |     |
| Real Salt Lake                                             | 1-0 | 3-0 | 3-2 | 1-1 | 2-2 | 0-1  | 1-1 | 1-3 |     | 1-2 | 1-0 | 3-1 | 3-1 |     | 3-1 |     | 2-1 | 2-1 |      |     |     |     | 3-4 |     |     |     |
| Earthquakes de San José                                    | 4-0 | 0-1 | 3-1 | 1-1 | 1-3 | 2-1  | 1-1 | 0-2 | 3-4 |     | 0-1 | 1-3 | 0-0 |     |     | 1-1 |     |     | 2-0  |     |     |     |     | 1-3 |     | 1-1 |
| Sounders de Seattle                                        | 0-0 | 3-0 | 1-1 | 2-0 | 3-0 | 2-0  | 4-0 | 0-2 | 2-1 | 0-1 |     | 1-3 | 2-2 |     |     |     |     | 1-1 |      | 1-0 |     |     |     |     | 1-2 | 4-1 |
| Sporting de Kansas City                                    | 2-1 | 3-1 | 1-2 | 3-2 | 2-0 | 2-1  | 4-0 | 1-1 | 0-1 | 1-1 | 1-2 |     | 3-0 | 1-1 | 1-1 |     | 4-2 |     |      |     |     |     |     |     |     |     |
| Whitecaps de Vancouver                                     | 2-1 | 0-1 | 1-0 | 0-0 | 1-2 | 2-1  | 2-2 | 1-0 | 0-4 | 3-0 | 1-1 | 2-1 |     |     |     |     |     | 2-1 |      | 2-1 | 0-1 | 4-1 |     |     |     |     |
| - Victoire à domicile - Match nul - Victoire à l'extérieur |     |     |     |     |     |      |     |     |     |     |     |     |     |     |     |     |     |     |      |     |     |     |     |     |     |     |

#### Conférence de l'Est
| Résultats (▼dom., ►ext.)                                   | ATL | CHI | CIN | CLB | DCU | MIA | MTL | NAS | N.-A. | NYFC | NYRB | ORL | PHI | TOR | ATL | CHI | CIN | CLB | DCU | MIA | MTL | NAS | N.-A. | NYFC | NYRB | ORL | PHI | TOR |
| Atlanta United                                             |     | 3-1 | 4-0 | 0-1 | 3-2 | 1-0 | 1-0 | 2-2 | 0-1   | 1-1  | 0-0  | 3-0 | 2-2 | 1-0 |     |     |     |     |     | 2-1 |     | 0-2 |       |      |      |     |     | 1-1 |
| Fire de Chicago                                            | 3-0 |     | 0-1 | 1-0 | 2-2 | 1-0 | 0-1 | 0-0 | 2-2   | 0-0  | 2-1  | 3-1 | 0-2 | 1-2 |     |     |     |     |     |     |     |     | 2-3   | 2-0  |      |     | 3-3 |     |
| FC Cincinnati                                              | 1-1 | 3-4 |     | 2-2 | 0-0 | 2-3 | 0-0 | 3-6 | 0-1   | 1-2  | 0-1  | 1-1 | 1-2 | 2-0 | 1-2 |     |     |     |     | 0-1 |     |     |       |      |      | 0-1 |     |     |
| Crew de Columbus                                           | 2-3 | 2-0 | 3-2 |     | 3-1 | 4-0 | 2-1 | 0-0 | 2-2   | 2-1  | 2-1  | 3-2 | 0-0 | 2-1 |     | 2-0 |     |     | 2-4 |     |     |     |       |      | 1-2  |     |     |     |
| D.C. United                                                | 1-2 | 1-0 | 4-2 | 1-3 |     | 1-0 | 2-1 | 0-0 | 2-3   | 2-1  | 1-0  | 0-1 | 0-1 | 7-1 |     | 3-0 |     |     |     |     |     |     |       |      | 1-0  |     | 3-1 |     |
| Inter Miami                                                | 1-1 | 3-2 | 5-1 | 1-0 | 0-3 |     | 0-2 | 2-1 | 0-5   | 1-3  | 0-4  | 1-2 | 1-1 | 3-1 |     |     |     |     |     |     | 2-1 | 1-5 |       |      |      |     |     | 3-0 |
| CF Montréal                                                | 2-2 | 2-0 | 1-2 | 0-0 | 0-0 | 1-0 |     | 0-1 | 1-4   | 2-1  | 2-1  | 0-2 | 2-2 | 4-2 | 2-1 |     | 5-4 |     |     |     |     |     |       |      |      |     |     | 3-1 |
| Nashville SC                                               | 2-2 | 5-1 | 2-2 | 1-1 | 5-2 | 0-0 | 2-2 |     | 2-0   | 3-1  | 1-1  | 1-1 | 1-0 | 3-2 |     |     | 3-0 |     |     |     | 1-1 |     |       |      |      | 2-2 |     |     |
| Revolution de la Nouvelle-Angleterre                       | 2-1 | 2-2 | 4-1 | 1-0 | 1-0 | 0-1 | 2-1 | 0-0 |       | 2-1  | 3-1  | 2-1 | 2-1 | 2-3 |     |     |     | 1-1 | 3-2 |     |     |     |       |      | 3-2  |     |     |     |
| New York City FC                                           | 1-0 | 1-0 | 5-0 | 1-2 | 2-1 | 2-0 | 1-0 | 0-0 | 2-3   |      | 0-1  | 5-0 | 1-1 | 1-1 |     |     |     | 4-1 | 6-0 |     |     |     | 2-0   |      |      |     |     |     |
| Red Bulls de New York                                      | 0-0 | 2-0 | 0-0 | 1-0 | 1-1 | 1-0 | 1-0 | 2-0 | 2-3   | 1-1  |      | 2-1 | 1-1 | 2-0 |     | 0-1 |     |     |     |     |     |     |       | 1-0  |      |     | 1-1 |     |
| Orlando City SC                                            | 0-0 | 1-0 | 3-0 | 3-2 | 2-1 | 1-1 | 2-4 | 1-1 | 2-2   | 1-1  | 1-2  |     | 2-1 | 1-0 | 3-2 |     |     |     |     | 0-0 | 1-1 |     |       |      |      |     |     |     |
| Union de Philadelphie                                      | 1-0 | 1-1 | 2-0 | 1-0 | 2-1 | 1-2 | 1-1 | 1-0 | 1-1   | 0-2  | 1-0  | 3-1 |     | 3-0 |     |     |     | 3-0 |     |     |     |     | 0-1   | 1-0  |      |     |     |     |
| Toronto FC                                                 | 0-2 | 3-1 | 0-2 | 2-0 | 1-3 | 0-1 | 1-1 | 1-1 | 1-2   | 2-2  | 1-1  | 2-3 | 2-2 |     |     |     | 3-2 |     |     |     |     | 2-1 |       |      |      | 1-1 |     |     |
| - Victoire à domicile - Match nul - Victoire à l'extérieur |     |     |     |     |     |     |     |     |       |      |      |     |     |     |     |     |     |     |     |     |     |     |       |      |      |     |     |     |

#### Match inter-conférence
Chaque équipe a deux matchs inter-conférence. Un à domicile et un à l'extérieur, à l'exception du Sporting de Kansas City qui a deux réceptions et un déplacement.
Dans la case du score, figure en note, l'adversaire affronté à domicile.
| Résultats (▼dom., ►ext.)                                   | Adversaire |
| Atlanta United                                             | 1-0LAFC    |
| Austin FC                                                  | 0-0CLB     |
| Fire de Chicago                                            | 1-0RSL     |
| FC Cincinnati                                              | 0-2COL     |
| Rapids du Colorado                                         | 0-0TOR     |
| Crew de Columbus                                           | 1-2SEA     |
| D.C. United                                                | 3-1MIN     |
| FC Dallas                                                  | 2-1REV     |
| Dynamo de Houston                                          | 1-1CIN     |
| Galaxy de Los Angeles                                      | 3-2NYRB    |
| Los Angeles FC                                             | 2-1NYFC    |
| Inter Miami                                                | 2-3LAG     |
| Minnesota United                                           | 3-2PHI     |
| CF Montréal                                                | 2-0HOU     |
| - Victoire à domicile - Match nul - Victoire à l'extérieur |            |

| Résultats (▼dom., ►ext.)                                   | Adversaire | Adversaire |
| Nashville SC                                               | 1-0AUS     |            |
| Revolution de la Nouvelle-Angleterre                       | 1-0COL     |            |
| New York City FC                                           | 3-3DAL     |            |
| Red Bulls de New York                                      | 1-2SKC     |            |
| Orlando City SC                                            | 5-0SJ      |            |
| Union de Philadelphie                                      | 3-0POR     |            |
| Timbers de Portland                                        | 1-0MIA     |            |
| Real Salt Lake                                             | 0-0NAS     |            |
| Earthquakes de San José                                    | 4-1DC      |            |
| Sounders de Seattle                                        | 1-1ATL     |            |
| Sporting de Kansas City                                    | 2-0CHI     | 1-1ORL     |
| Toronto FC                                                 | 2-2VAN     |            |
| Whitecaps de Vancouver                                     | 2-0MTL     |            |
| - Victoire à domicile - Match nul - Victoire à l'extérieur |            |            |

## Séries éliminatoires

### Règlement
Cette saison les sept premiers de chaque conférence se qualifie pour les séries éliminatoires. Les équipes ayant terminé à la première place de leur conférence se qualifie directement pour la demi-finale de leur conférence. Tandis que les équipes classées de la deuxième place à la septième place s'affrontent pour déterminer les trois qualifiés pour les demi-finales. La meilleure équipe de chaque conférence affronte au premier tour l'équipe la moins bien classée de sa région.
Tous les tours des séries se déroulent en un seul match, avec prolongation et tirs au but éventuels.
La finale MLS a lieu sur le terrain de la meilleure équipe en phase régulière.
Cette finale se déroule aussi en un seul match, avec prolongation et tirs au but pour départager si nécessaire les équipes.
Le gagnant du championnat se qualifie pour la Ligue des champions de la CONCACAF 2022. Si cette équipe s'était qualifiée pour cette compétition, la place est redistribuée à la meilleure équipe de la saison régulière non encore qualifiée pour cette compétition.

### Résultats

#### Tableau final
|  | Premier tour                            | Premier tour                            | Premier tour            | Premier tour            |                              |                              | Demi-finales de conférence | Demi-finales de conférence | Demi-finales de conférence | Demi-finales de conférence |  |  | Finales de conférence | Finales de conférence | Finales de conférence | Finales de conférence |  |  | Coupe MLS 2021 | Coupe MLS 2021 | Coupe MLS 2021 | Coupe MLS 2021 |
|  |                                         |                                         |                         |                         |                              |                              |                            |                            |                            |                            |  |  |                       |                       |                       |                       |  |  |                |                |                |                |
|  |                                         |                                         |                         |                         |                              |                              |                            |                            |                            |                            |  |  |                       |                       |                       |                       |  |  |                |                |                |                |
|  |                                         |                                         |                         |                         |                              |                              |                            |                            |                            |                            |  |  |                       |                       |                       |                       |  |  |                |                |                |                |
|  |                                         |                                         |                         |                         |                              |                              |                            |                            |                            |                            |  |  |                       |                       |                       |                       |  |  |                |                |                |                |
|  |                                         |                                         |                         |                         |                              |                              |                            |                            |                            |                            |  |  |                       |                       |                       |                       |  |  |                |                |                |                |
|  | O1 Rapids du Colorado                   | O1 Rapids du Colorado                   | 0                       | 0                       |                              |                              |                            |                            |                            |                            |  |  |                       |                       |                       |                       |  |  |                |                |                |                |
|  | O1 Rapids du Colorado                   | O1 Rapids du Colorado                   | 0                       | 0                       |                              |                              |                            |                            |                            |                            |  |  |                       |                       |                       |                       |  |  |                |                |                |                |
|  |                                         |                                         | O4 Timbers de Portland  | O4 Timbers de Portland  | 1                            | 1                            |                            |                            |                            |                            |  |  |                       |                       |                       |                       |  |  |                |                |                |                |
|  | O4 Timbers de Portland                  | O4 Timbers de Portland                  | O4 Timbers de Portland  | O4 Timbers de Portland  | 1                            | 1                            | 3                          | 3                          |                            |                            |  |  |                       |                       |                       |                       |  |  |                |                |                |                |
|  | O4 Timbers de Portland                  | O4 Timbers de Portland                  |                         |                         |                              |                              |                            | 3                          |                            |                            |  |  |                       |                       |                       |                       |  |  |                |                |                |                |
|  | O5 Minnesota United                     | O5 Minnesota United                     | 1                       | 1                       |                              |                              |                            |                            |                            |                            |  |  |                       |                       |                       |                       |  |  |                |                |                |                |
|  | O5 Minnesota United                     | O5 Minnesota United                     | 1                       | 1                       | O4 Timbers de Portland       | O4 Timbers de Portland       | 2                          | 2                          |                            |                            |  |  |                       |                       |                       |                       |  |  |                |                |                |                |
|  |                                         |                                         |                         |                         | O4 Timbers de Portland       | O4 Timbers de Portland       | 2                          | 2                          |                            |                            |  |  |                       |                       |                       |                       |  |  |                |                |                |                |
|  |                                         |                                         | O7 Real Salt Lake       | O7 Real Salt Lake       | 0                            | 0                            |                            |                            |                            |                            |  |  |                       |                       |                       |                       |  |  |                |                |                |                |
|  | O3 Sporting de Kansas City              | O3 Sporting de Kansas City              | O7 Real Salt Lake       | O7 Real Salt Lake       | 0                            | 0                            | 3                          | 3                          |                            |                            |  |  |                       |                       |                       |                       |  |  |                |                |                |                |
|  | O3 Sporting de Kansas City              | O3 Sporting de Kansas City              |                         |                         |                              |                              |                            | 3                          |                            |                            |  |  |                       |                       |                       |                       |  |  |                |                |                |                |
|  | O6 Whitecaps de Vancouver               | O6 Whitecaps de Vancouver               | 1                       | 1                       |                              |                              |                            |                            |                            |                            |  |  |                       |                       |                       |                       |  |  |                |                |                |                |
|  | O6 Whitecaps de Vancouver               | O6 Whitecaps de Vancouver               | 1                       | 1                       | O3 Sporting de Kansas City   | O3 Sporting de Kansas City   | 1                          | 1                          |                            |                            |  |  |                       |                       |                       |                       |  |  |                |                |                |                |
|  |                                         |                                         |                         |                         | O3 Sporting de Kansas City   | O3 Sporting de Kansas City   | 1                          | 1                          |                            |                            |  |  |                       |                       |                       |                       |  |  |                |                |                |                |
|  |                                         |                                         | O7 Real Salt Lake       | O7 Real Salt Lake       | 2                            | 2                            |                            |                            |                            |                            |  |  |                       |                       |                       |                       |  |  |                |                |                |                |
|  | O2 Sounders de Seattle                  | O2 Sounders de Seattle                  | O7 Real Salt Lake       | O7 Real Salt Lake       | 2                            | 2                            | 0 (5)                      | 0 (5)                      |                            |                            |  |  |                       |                       |                       |                       |  |  |                |                |                |                |
|  | O2 Sounders de Seattle                  | O2 Sounders de Seattle                  |                         |                         |                              |                              |                            | 0 (5)                      |                            |                            |  |  |                       |                       |                       |                       |  |  |                |                |                |                |
|  | O7 Real Salt Lake tab                   | O7 Real Salt Lake tab                   | 0 (6)                   | 0 (6)                   |                              |                              |                            |                            |                            |                            |  |  |                       |                       |                       |                       |  |  |                |                |                |                |
|  | O7 Real Salt Lake tab                   | O7 Real Salt Lake tab                   | 0 (6)                   | 0 (6)                   | O4 Timbers de Portland       | O4 Timbers de Portland       | 1 (2)                      | 1 (2)                      |                            |                            |  |  |                       |                       |                       |                       |  |  |                |                |                |                |
|  |                                         |                                         |                         |                         | O4 Timbers de Portland       | O4 Timbers de Portland       | 1 (2)                      | 1 (2)                      |                            |                            |  |  |                       |                       |                       |                       |  |  |                |                |                |                |
|  |                                         |                                         | E4 New York City FC tab | E4 New York City FC tab | 1 (4)                        | 1 (4)                        |                            |                            |                            |                            |  |  |                       |                       |                       |                       |  |  |                |                |                |                |
|  | E2 Union de Philadelphie a. p.          | E2 Union de Philadelphie a. p.          | E4 New York City FC tab | E4 New York City FC tab | 1 (4)                        | 1 (4)                        | 1                          | 1                          |                            |                            |  |  |                       |                       |                       |                       |  |  |                |                |                |                |
|  | E2 Union de Philadelphie a. p.          | E2 Union de Philadelphie a. p.          |                         |                         |                              |                              |                            | 1                          |                            |                            |  |  |                       |                       |                       |                       |  |  |                |                |                |                |
|  | E7 Red Bulls de New York                | E7 Red Bulls de New York                | 0                       | 0                       |                              |                              |                            |                            |                            |                            |  |  |                       |                       |                       |                       |  |  |                |                |                |                |
|  | E7 Red Bulls de New York                | E7 Red Bulls de New York                | 0                       | 0                       | E2 Union de Philadelphie tab | E2 Union de Philadelphie tab | 1 (2)                      | 1 (2)                      |                            |                            |  |  |                       |                       |                       |                       |  |  |                |                |                |                |
|  |                                         |                                         |                         |                         | E2 Union de Philadelphie tab | E2 Union de Philadelphie tab | 1 (2)                      | 1 (2)                      |                            |                            |  |  |                       |                       |                       |                       |  |  |                |                |                |                |
|  |                                         |                                         | E3 Nashville SC         | E3 Nashville SC         | 1 (0)                        | 1 (0)                        |                            |                            |                            |                            |  |  |                       |                       |                       |                       |  |  |                |                |                |                |
|  | E3 Nashville SC                         | E3 Nashville SC                         | E3 Nashville SC         | E3 Nashville SC         | 1 (0)                        | 1 (0)                        | 3                          | 3                          |                            |                            |  |  |                       |                       |                       |                       |  |  |                |                |                |                |
|  | E3 Nashville SC                         | E3 Nashville SC                         |                         |                         |                              |                              |                            | 3                          |                            |                            |  |  |                       |                       |                       |                       |  |  |                |                |                |                |
|  | E6 Orlando City SC                      | E6 Orlando City SC                      | 1                       | 1                       |                              |                              |                            |                            |                            |                            |  |  |                       |                       |                       |                       |  |  |                |                |                |                |
|  | E6 Orlando City SC                      | E6 Orlando City SC                      | 1                       | 1                       | E2 Union de Philadelphie     | E2 Union de Philadelphie     | 1                          | 1                          |                            |                            |  |  |                       |                       |                       |                       |  |  |                |                |                |                |
|  |                                         |                                         |                         |                         | E2 Union de Philadelphie     | E2 Union de Philadelphie     | 1                          | 1                          |                            |                            |  |  |                       |                       |                       |                       |  |  |                |                |                |                |
|  |                                         |                                         | E4 New York City FC     | E4 New York City FC     | 2                            | 2                            |                            |                            |                            |                            |  |  |                       |                       |                       |                       |  |  |                |                |                |                |
|  |                                         |                                         |                         |                         | 2                            | 2                            |                            |                            |                            |                            |  |  |                       |                       |                       |                       |  |  |                |                |                |                |
|  |                                         |                                         |                         |                         |                              |                              |                            |                            |                            |                            |  |  |                       |                       |                       |                       |  |  |                |                |                |                |
|  |                                         |                                         |                         |                         |                              |                              |                            |                            |                            |                            |  |  |                       |                       |                       |                       |  |  |                |                |                |                |
|  | E1 Revolution de la Nouvelle-Angleterre | E1 Revolution de la Nouvelle-Angleterre | 2 (3)                   | 2 (3)                   |                              |                              |                            |                            |                            |                            |  |  |                       |                       |                       |                       |  |  |                |                |                |                |
|  | E1 Revolution de la Nouvelle-Angleterre | E1 Revolution de la Nouvelle-Angleterre | 2 (3)                   | 2 (3)                   |                              |                              |                            |                            |                            |                            |  |  |                       |                       |                       |                       |  |  |                |                |                |                |
|  |                                         |                                         | E4 New York City FC tab | E4 New York City FC tab | 2 (5)                        | 2 (5)                        |                            |                            |                            |                            |  |  |                       |                       |                       |                       |  |  |                |                |                |                |
|  | E4 New York City FC                     | E4 New York City FC                     | E4 New York City FC tab | E4 New York City FC tab | 2 (5)                        | 2 (5)                        | 2                          | 2                          |                            |                            |  |  |                       |                       |                       |                       |  |  |                |                |                |                |
|  | E4 New York City FC                     | E4 New York City FC                     |                         |                         |                              |                              |                            | 2                          |                            |                            |  |  |                       |                       |                       |                       |  |  |                |                |                |                |
|  | E5 Atlanta United                       | E5 Atlanta United                       | 0                       | 0                       |                              |                              |                            |                            |                            |                            |  |  |                       |                       |                       |                       |  |  |                |                |                |                |
|  | E5 Atlanta United                       | E5 Atlanta United                       | 0                       | 0                       |                              |                              |                            |                            |                            |                            |  |  |                       |                       |                       |                       |  |  |                |                |                |                |
|  |                                         |                                         |                         |                         |                              |                              |                            |                            |                            |                            |  |  |                       |                       |                       |                       |  |  |                |                |                |                |

#### Conférence Est

##### Premier tour
| 20 novembre 2021     | Union de Philadelphie | 1 - 0 a. p.           | Red Bulls de New York | Subaru Park, Chester                           |                                                |
| 13h30 (heure locale) | Glesnes 120+3e        | (0 - 0, 0 - 0, 0 - 0) |                       | Spectateurs : 18 623 Arbitrage : Fotis Bazakos | Spectateurs : 18 623 Arbitrage : Fotis Bazakos |
| 13h30 (heure locale) | Rapport               |                       |                       | Spectateurs : 18 623 Arbitrage : Fotis Bazakos | Spectateurs : 18 623 Arbitrage : Fotis Bazakos |

| 21 novembre 2021     | New York City FC           | 2 - 0   | Atlanta United | Yankee Stadium, New York                     |                                              |
| 14h00 (heure locale) | Castellanos 49eCallens 53e | (0 - 0) |                | Spectateurs : 25 267 Arbitrage : Chris Penso | Spectateurs : 25 267 Arbitrage : Chris Penso |
| 14h00 (heure locale) | Rapport                    |         |                | Spectateurs : 25 267 Arbitrage : Chris Penso | Spectateurs : 25 267 Arbitrage : Chris Penso |

| 23 novembre 2021     | Nashville SC                  | 3 - 1   | Orlando City SC | Nissan Stadium, Nashville                      |                                                |
| 19h00 (heure locale) | Mukhtar 21e 74e · Cádiz 90+4e | (1 - 1) | 14e Dike        | Spectateurs : 26 043 Arbitrage : Ismail Elfath | Spectateurs : 26 043 Arbitrage : Ismail Elfath |
| 19h00 (heure locale) | Rapport                       |         |                 | Spectateurs : 26 043 Arbitrage : Ismail Elfath | Spectateurs : 26 043 Arbitrage : Ismail Elfath |

##### Demi-finales de conférence
| 28 novembre 2021     | Union de Philadelphie      | 1 - 1                 | Nashville SC                       | Subaru Park, Chester                           |                                                |
| 17h30 (heure locale) | Gazdag 45+2e               | (1 - 1, 1 - 1, 1 - 1) | 38e Mukhtar                        | Spectateurs : 19 076 Arbitrage : Allen Chapman | Spectateurs : 19 076 Arbitrage : Allen Chapman |
| 17h30 (heure locale) | Rapport                    |                       |                                    | Spectateurs : 19 076 Arbitrage : Allen Chapman | Spectateurs : 19 076 Arbitrage : Allen Chapman |
| 17h30 (heure locale) | Elliott · Santos · McGlynn | Tirs au but 2 - 0     | Mukhtar · Godoy · Muyl · Zimmerman | Spectateurs : 19 076 Arbitrage : Allen Chapman | Spectateurs : 19 076 Arbitrage : Allen Chapman |

| 30 novembre 2021     | Revolution de la Nouvelle-Angleterre | 2 - 2                 | New York City FC                                       | Gillette Stadium, Foxborough                  |                                               |
| 18h30 (heure locale) | Buksa 9e · Buchanan 118e             | (1 - 1, 1 - 1, 1 - 1) | 3e Rodríguez · 109e Castellanos                        | Spectateurs : 25 509 Arbitrage : Drew Fischer | Spectateurs : 25 509 Arbitrage : Drew Fischer |
| 18h30 (heure locale) | Rapport                              |                       |                                                        | Spectateurs : 25 509 Arbitrage : Drew Fischer | Spectateurs : 25 509 Arbitrage : Drew Fischer |
| 18h30 (heure locale) | Gil · Buksa · Bunbury · Jones        | Tirs au but 3 - 5     | Morales · Andrade · Tajouri-Shradi · Morález · Callens | Spectateurs : 25 509 Arbitrage : Drew Fischer | Spectateurs : 25 509 Arbitrage : Drew Fischer |

##### Finale de conférence
| 5 décembre 2021      | Union de Philadelphie | 1 - 2   | New York City FC        | Subaru Park, Chester                       |                                            |
| 15h00 (heure locale) | Callens 63e (csc)     | (0 - 0) | 65e Morález · 88e Magno | Spectateurs : 19 487 Arbitrage : Ted Unkel | Spectateurs : 19 487 Arbitrage : Ted Unkel |
| 15h00 (heure locale) | Rapport               |         |                         | Spectateurs : 19 487 Arbitrage : Ted Unkel | Spectateurs : 19 487 Arbitrage : Ted Unkel |

#### Conférence Ouest

##### Premier tour
| 20 novembre 2021     | Sporting de Kansas City               | 3 - 1   | Whitecaps de Vancouver | Children's Mercy Park, Kansas City          |                                             |
| 16h00 (heure locale) | Shelton 17eIsimat-Mirin 45+3eZusi 58e | (2 - 1) | 39e (pen.) Dájome      | Spectateurs : 19 817 Arbitrage : Alan Kelly | Spectateurs : 19 817 Arbitrage : Alan Kelly |
| 16h00 (heure locale) | Rapport                               |         |                        | Spectateurs : 19 817 Arbitrage : Alan Kelly | Spectateurs : 19 817 Arbitrage : Alan Kelly |

| 21 novembre 2021     | Timbers de Portland       | 3 - 1   | Minnesota United | Providence Park, Portland                           |                                                     |
| 14h30 (heure locale) | Mabiala 43eBlanco 47e 66e | (1 - 1) | 11e Fragapane    | Spectateurs : 22 533 Arbitrage : Armando Villarreal | Spectateurs : 22 533 Arbitrage : Armando Villarreal |
| 14h30 (heure locale) | Rapport                   |         |                  | Spectateurs : 22 533 Arbitrage : Armando Villarreal | Spectateurs : 22 533 Arbitrage : Armando Villarreal |

| 23 novembre 2021     | Sounders de Seattle                                         | 0 - 0                 | Real Salt Lake                                  | Lumen Field, Seattle                              |                                                   |
| 19h30 (heure locale) |                                                             | (0 - 0, 0 - 0, 0 - 0) |                                                 | Spectateurs : 34 012 Arbitrage : Joseph Dickerson | Spectateurs : 34 012 Arbitrage : Joseph Dickerson |
| 19h30 (heure locale) | Rapport                                                     |                       |                                                 | Spectateurs : 34 012 Arbitrage : Joseph Dickerson | Spectateurs : 34 012 Arbitrage : Joseph Dickerson |
| 19h30 (heure locale) | Ruidíaz · João Paulo · Cissoko · A. Roldán · Lodeiro · Rowe | Tirs au but 5 - 6     | Herrera · Ruíz · Kreilach · Wood · Silva · Glad | Spectateurs : 34 012 Arbitrage : Joseph Dickerson | Spectateurs : 34 012 Arbitrage : Joseph Dickerson |

##### Demi-finales de conférence
| 25 novembre 2021     | Rapids du Colorado | 0 - 1   | Timbers de Portland | Dick's Sporting Goods Park, Commerce City  |                                            |
| 14h30 (heure locale) |                    | (0 - 0) | 90e Mabiala         | Spectateurs : 17 438 Arbitrage : Ted Unkel | Spectateurs : 17 438 Arbitrage : Ted Unkel |
| 14h30 (heure locale) | Rapport            |         |                     | Spectateurs : 17 438 Arbitrage : Ted Unkel | Spectateurs : 17 438 Arbitrage : Ted Unkel |

| 28 novembre 2021     | Sporting de Kansas City | 1 - 2   | Real Salt Lake         | Children's Mercy Park, Kansas City           |                                              |
| 14h00 (heure locale) | Russell 24e (pen.)      | (1 - 0) | 72e Julio · 90+1e Wood | Spectateurs : 21 650 Arbitrage : Kevin Stott | Spectateurs : 21 650 Arbitrage : Kevin Stott |
| 14h00 (heure locale) | Rapport                 |         |                        | Spectateurs : 21 650 Arbitrage : Kevin Stott | Spectateurs : 21 650 Arbitrage : Kevin Stott |

##### Finale de conférence
| 4 décembre 2021      | Timbers de Portland | 2 - 0   | Real Salt Lake | Providence Park, Portland                   |                                             |
| 15h30 (heure locale) | Mora 5eMoreno 61e   | (1 - 0) |                | Spectateurs : 25 218 Arbitrage : Alan Kelly | Spectateurs : 25 218 Arbitrage : Alan Kelly |
| 15h30 (heure locale) | Rapport             |         |                | Spectateurs : 25 218 Arbitrage : Alan Kelly | Spectateurs : 25 218 Arbitrage : Alan Kelly |

#### Coupe MLS
| 11 décembre 2021     | Timbers de Portland        | 1 - 1 a. p.           | New York City FC                                 | Providence Park, Portland                           |                                                     |
| 12h00 (heure locale) | Mora 90+4e                 | (0 - 1, 1 - 1, 1 - 1) | 41e Castellanos                                  | Spectateurs : 25 218 Arbitrage : Armando Villarreal | Spectateurs : 25 218 Arbitrage : Armando Villarreal |
| 12h00 (heure locale) | Rapport                    |                       |                                                  | Spectateurs : 25 218 Arbitrage : Armando Villarreal | Spectateurs : 25 218 Arbitrage : Armando Villarreal |
| 12h00 (heure locale) | Mora Valeri Moreno Paredes | Tirs au but 2 - 4     | Castellanos Morales Morález Talles Magno Callens | Spectateurs : 25 218 Arbitrage : Armando Villarreal | Spectateurs : 25 218 Arbitrage : Armando Villarreal |

## Statistiques individuelles
| Rang | Joueur               | Club                                 | Buts | Passes |
| ---- | -------------------- | ------------------------------------ | ---- | ------ |
| 1    | Valentín Castellanos | New York City FC                     | 19   | 8      |
| 2    | Ola Kamara           | D.C. United                          | 19   | 5      |
| 3    | Javier Hernández     | Galaxy de Los Angeles                | 17   | 3      |
| 4    | Raúl Ruidíaz         | Sounders de Seattle                  | 17   | 1      |
| 5    | Hany Mukhtar         | Nashville SC                         | 16   | 12     |
| 6    | Damir Kreilach       | Real Salt Lake                       | 16   | 9      |
| 7    | Dániel Sallói        | Sporting de Kansas City              | 16   | 8      |
| 8    | Adam Buksa           | Revolution de la Nouvelle-Angleterre | 16   | 4      |
| 9    | Gustavo Bou (en)     | Revolution de la Nouvelle-Angleterre | 15   | 9      |
| 10   | Johnny Russell       | Sporting de Kansas City              | 15   | 8      |

| Rang | Joueur              | Club                                 | Passes |
| ---- | ------------------- | ------------------------------------ | ------ |
| 1    | Carles Gil          | Revolution de la Nouvelle-Angleterre | 18     |
| 2    | Djordje Mihailovic  | CF Montréal                          | 16     |
| 3    | Julian Gressel      | D.C. United                          | 13     |
| 4    | Hany Mukhtar        | Nashville SC                         | 12     |
| 5    | Jack Price          | Rapids du Colorado                   | 12     |
| 6    | Aaron Herrera       | Real Salt Lake                       | 11     |
| 7    | João Paulo          | Sounders de Seattle                  | 11     |
| 8    | Maximiliano Morález | New York City FC                     | 11     |
| 9    | Albert Rusnák       | Real Salt Lake                       | 11     |
| 10   | Luciano Acosta      | FC Cincinnati                        | 10     |
| 11   | Mauricio Pereyra    | Orlando City SC                      | 10     |
| 12   | Emanuel Reynoso     | Minnesota United                     | 10     |
| 13   | Yeferson Soteldo    | Toronto FC                           | 10     |

## Récompenses individuelles

### Récompenses annuelles
| Trophée                             | Joueur               | Club                                 |
| ----------------------------------- | -------------------- | ------------------------------------ |
| Meilleur joueur (saison régulière), | Carles Gil           | Revolution de la Nouvelle-Angleterre |
| Meilleur joueur (finale MLS),       | Sean Johnson         | New York City FC                     |
| Meilleur jeune joueur               | Ricardo Pepi         | FC Dallas                            |
| Meilleur gardien                    | Matt Turner          | Revolution de la Nouvelle-Angleterre |
| Meilleur défenseur                  | Walker Zimmerman     | Nashville SC                         |
| Meilleur entraîneur                 | Bruce Arena          | Revolution de la Nouvelle-Angleterre |
| Meilleur nouveau venu               | Cristian Arango      | Los Angeles FC                       |
| Meilleur come-back                  | Carles Gil           | Revolution de la Nouvelle-Angleterre |
| Meilleur buteur                     | Valentín Castellanos | New York City FC                     |
| Action humanitaire de l'année       | Justin Morrow        | Toronto FC                           |
| Meilleur arbitre                    | Robert Sibiga        | Robert Sibiga                        |
| Meilleur arbitre assistant          | Cory Richardson      | Cory Richardson                      |
| Meilleur but                        | Rubio Rubin          | Real Salt Lake                       |
| Meilleur arrêt                      | Stefan Frei          | Sounders de Seattle                  |

### Équipe-type
| Poste      | Joueurs              | Club                                 |
| ---------- | -------------------- | ------------------------------------ |
| Gardien    | Matt Turner          | Revolution de la Nouvelle-Angleterre |
| Défenseurs | Walker Zimmerman     | Nashville SC                         |
| Défenseurs | Miles Robinson       | Atlanta United                       |
| Défenseurs | Yeimar Gómez         | Sounders de Seattle                  |
| Milieux    | João Paulo           | Sounders de Seattle                  |
| Milieux    | Carles Gil           | Revolution de la Nouvelle-Angleterre |
| Milieux    | Hany Mukhtar         | Nashville SC                         |
| Milieux    | Tajon Buchanan       | Revolution de la Nouvelle-Angleterre |
| Attaquant  | Raúl Ruidíaz         | Sounders de Seattle                  |
| Attaquant  | Valentín Castellanos | New York City FC                     |
| Attaquant  | Gustavo Bou (en)     | Revolution de la Nouvelle-Angleterre |

| Club                                 | Nombre de joueurs |
| ------------------------------------ | ----------------- |
| Revolution de la Nouvelle-Angleterre | 4                 |
| Sounders de Seattle                  | 3                 |
| Nashville SC                         | 2                 |
| Atlanta United                       | 1                 |
| New York City FC                     | 1                 |

### Récompenses mensuelles

#### Joueur du mois
| Mois                | Joueur               | Équipe                               | Lien     |
| ------------------- | -------------------- | ------------------------------------ | -------- |
| Avril et mai        | Javier Hernández     | Galaxy de Los Angeles                | 7M 7B 1P |
| Juin                | Carles Gil           | Revolution de la Nouvelle-Angleterre | 3M 5P    |
| Juillet             | Gustavo Bou (en)     | Revolution de la Nouvelle-Angleterre | 6M 5B 1P |
| Août                | Valentín Castellanos | New York City FC                     | 6M 5B 2P |
| Septembre           | Eduardo López (en)   | Earthquakes de San José              | 5M 6B 1P |
| Octobre et novembre | Valentín Castellanos | New York City FC                     | 7M 6B 1P |

M=Matchs ; B=Buts ; P=Passes décisives

### Récompenses hebdomadaires

#### Joueur de la semaine
| Semaine    | Joueur                | Équipe                               | Lien          |
| ---------- | --------------------- | ------------------------------------ | ------------- |
| Semaine 1  | Javier Hernández      | Galaxy de Los Angeles                | 2B            |
| Semaine 2  | Javier Hernández      | Galaxy de Los Angeles                | 3B            |
| Semaine 3  | Cade Cowell           | Earthquakes de San José              | 1B 2P         |
| Semaine 4  | Chris Wondolowski     | Earthquakes de San José              | 2B (dont BV)  |
| Semaine 5  | Gonzalo Higuaín       | Inter Miami                          | 2B (dont BV)  |
| Semaine 6  | Lucas Zelarayán       | Crew de Columbus                     | 2B (dont BV)  |
| Semaine 7  | Jonathan Bond         | Galaxy de Los Angeles                | 12A (dont CS) |
| Semaine 8  | Matt Turner           | Revolution de la Nouvelle-Angleterre | 7A            |
| Semaine 9  | Carles Gil            | Revolution de la Nouvelle-Angleterre | 3P            |
| Semaine 10 | Javier Hernández      | Galaxy de Los Angeles                | 2B            |
| Semaine 11 | Ignacio Aliseda       | Fire de Chicago                      | 2B 1P         |
| Semaine 12 | Damir Kreilach        | Real Salt Lake                       | 2B            |
| Semaine 13 | Hany Mukhtar          | Nashville SC                         | 3B            |
| Semaine 14 | Raúl Ruidíaz          | Sounders de Seattle                  | 1B (dont BV)  |
| Semaine 15 | Ricardo Pepi          | FC Dallas                            | 3B            |
| Semaine 16 | Nani                  | Orlando City SC                      | 1B 1P         |
| Semaine 17 | Tomás Pochettino (en) | Austin FC                            | 2B            |
| Semaine 18 | Luka Stojanović       | Fire de Chicago                      | 2B            |
| Semaine 19 | Raúl Ruidíaz          | Sounders de Seattle                  | 2B            |
| Semaine 20 | Raúl Ruidíaz          | Sounders de Seattle                  | 1B (dont BV)  |
| Semaine 21 | Rodolfo Pizarro       | Inter Miami                          | 2B            |
| Semaine 22 | Ricardo Pepi          | FC Dallas                            | 2B            |
| Semaine 23 | Hany Mukhtar          | Nashville SC                         | 2B            |
| Semaine 24 | Cristian Arango       | Los Angeles FC                       | 2B            |
| Semaine 25 | Ola Kamara            | D.C. United                          | 3B            |
| Semaine 26 | Eduardo López (en)    | Earthquakes de San José              | 2B (dont BV)  |
| Semaine 27 | Gyasi Zardes          | Crew de Columbus                     | 2B (dont BV)  |
| Semaine 28 | Dániel Sallói         | Sporting de Kansas City              | 2B            |
| Semaine 29 | Brian White (en)      | Whitecaps de Vancouver               | 3B            |
| Semaine 30 | Gyasi Zardes          | Crew de Columbus                     | 2B            |
| Semaine 31 | Cristian Arango       | Los Angeles FC                       | 3B (dont BV)  |
| Semaine 32 | Adam Buksa            | Revolution de la Nouvelle-Angleterre | 2B            |
| Semaine 33 | Johnny Russell        | Sporting de Kansas City              | 2B            |
| Semaine 34 | Lucas Zelarayán       | Crew de Columbus                     | 2B            |
| Semaine 35 | Damir Kreilach        | Real Salt Lake                       | 1B (dont BV)  |

M=Matchs ; B=Buts ; P=Passes décisives ; BV=But Vainqueur ; A=Arrêts ; CS=Clean Sheet

#### But de la semaine
| Semaine    | Joueur              | Équipe                               |
| ---------- | ------------------- | ------------------------------------ |
| Semaine 1  | João Paulo          | Sounders de Seattle                  |
| Semaine 2  | Esequiel Barco      | Atlanta United                       |
| Semaine 3  | Nani                | Orlando City SC                      |
| Semaine 4  | Rubio Rubin         | Real Salt Lake                       |
| Semaine 5  | Cristian Roldan     | Sounders de Seattle                  |
| Semaine 6  | Lucas Zelarayán     | Crew de Columbus                     |
| Semaine 7  | Gianluca Busio      | Sporting de Kansas City              |
| Semaine 8  | Jakob Glesnes       | Union de Philadelphie                |
| Semaine 9  | Efraín Álvarez      | Galaxy de Los Angeles                |
| Semaine 10 | Quinn Sullivan      | Union de Philadelphie                |
| Semaine 11 | Cristian Cásseres   | Red Bulls de New York                |
| Semaine 12 | Lucas Zelarayán     | Crew de Columbus                     |
| Semaine 13 | Carlos Vela         | Los Angeles FC                       |
| Semaine 14 | Raúl Ruidíaz        | Sounders de Seattle                  |
| Semaine 15 | Gustavo Bou (en)    | Revolution de la Nouvelle-Angleterre |
| Semaine 16 | Rayan Raveloson     | Galaxy de Los Angeles                |
| Semaine 17 | Yordy Reyna         | D.C. United                          |
| Semaine 18 | Paxten Aaronson     | Union de Philadelphie                |
| Semaine 19 | Jimmy Medranda      | Sounders de Seattle                  |
| Semaine 20 | Raúl Ruidíaz        | Sounders de Seattle                  |
| Semaine 21 | Quinn Sullivan      | Union de Philadelphie                |
| Semaine 22 | Brian Rodríguez     | Los Angeles FC                       |
| Semaine 23 | Daryl Dike          | Orlando City SC                      |
| Semaine 24 | Esequiel Barco      | Atlanta United                       |
| Semaine 25 | Luiz Araújo         | Atlanta United                       |
| Semaine 26 | Esequiel Barco      | Atlanta United                       |
| Semaine 27 | McKinze Gaines (en) | Austin FC                            |
| Semaine 28 | Anderson Julio (en) | Real Salt Lake                       |
| Semaine 29 | João Paulo          | Sounders de Seattle                  |
| Semaine 30 | Darwin Quintero     | Dynamo de Houston                    |
| Semaine 31 | Luka Stojanović     | Fire de Chicago                      |
| Semaine 32 | Sebastian Lletget   | Galaxy de Los Angeles                |
| Semaine 33 | Dairon Asprilla     | Timbers de Portland                  |
| Semaine 34 | Lucas Zelarayán     | Crew de Columbus                     |
| Semaine 35 | Josef Martínez      | Atlanta United                       |

## Bilan
| Championnat des États-Unis de football 2021 |                                      |
| Champion                                    | New York City FC (2e titre)          |
| Dauphin                                     | Timbers de Portland                  |
| Séries (demi-finales de conférence)         | Revolution de la Nouvelle-Angleterre |
| Séries (demi-finales de conférence)         | Rapids du Colorado                   |
| Séries (demi-finales de conférence)         | Sporting de Kansas City              |
| Séries (demi-finales de conférence)         | Timbers de Portland                  |
| Séries (demi-finales de conférence)         | Union de Philadelphie                |
| Séries (demi-finales de conférence)         | Nashville SC                         |
| Séries (demi-finales de conférence)         | New York City FC                     |
| Séries (demi-finales de conférence)         | Real Salt Lake                       |
| Qualifications continentales                |                                      |
| Ligue des champions de la CONCACAF 2022     | New York City FC                     |
| Ligue des champions de la CONCACAF 2022     | Revolution de la Nouvelle-Angleterre |
| Ligue des champions de la CONCACAF 2022     | Rapids du Colorado                   |
| Ligue des champions de la CONCACAF 2022     | Sounders de Seattle                  |